# Medidas de tempo
O tempo é uma das mais importantes grandezas usadas em ciências.
Graças ao movimento de rotação da Terra, de manhã, o Sol surge no horizonte leste e atinge seu ponto mais alto ao meio-dia. No final da tarde, o ocaso se dá no horizonte oeste. No dia seguinte, ele surge novamente no horizonte leste. Ao intervalo de tempo entre dois "meios-dias" sucessivos do sol, damos o nome dia.

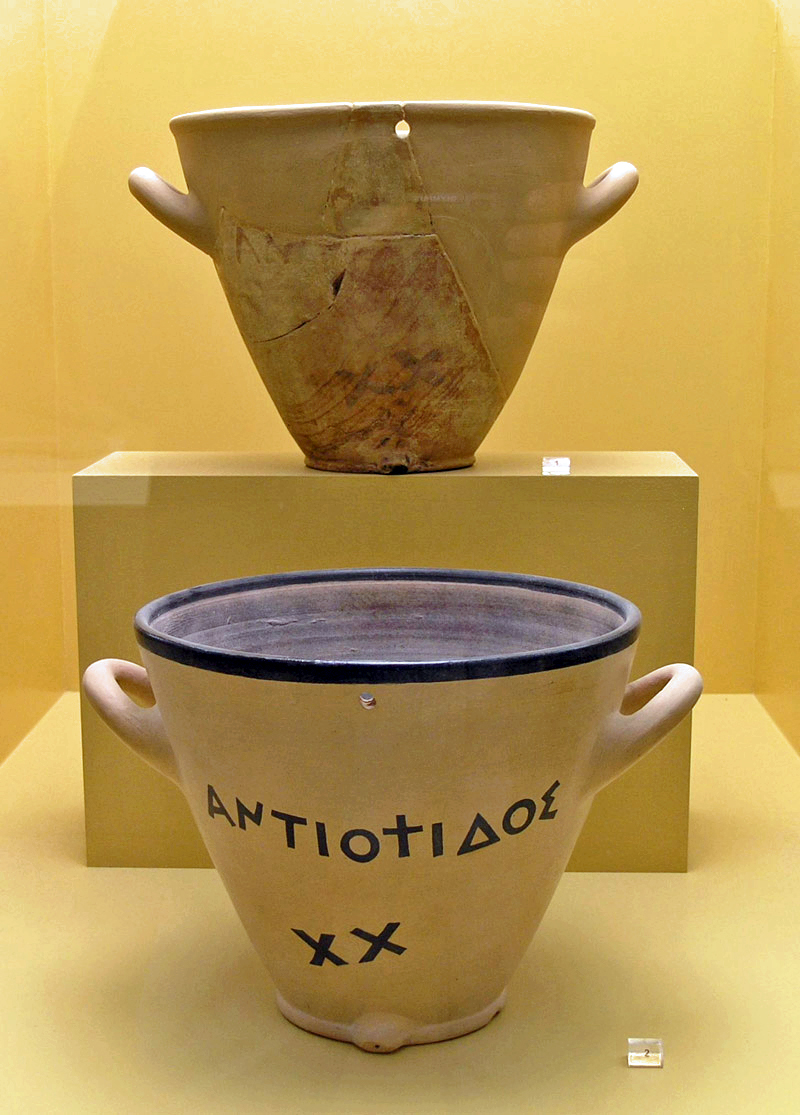
Clepsidra Ateniense reconstituída, Museu da Ágora antiga de Atenas.

## Antiguidade
Os povos antigos dividiram o dia em 24 horas, cada hora em 60 minutos e cada minuto em 60 segundos, divisões que usamos até hoje.
Como a contagem do tempo está relacionada ao movimento de rotação da Terra, os primeiros relógios usavam a sombra de uma haste provocada pelo Sol. Os relógios de Sol foram usados por muitos anos para marcar o tempo.
Antes da invenção dos relógios, a medição de intervalos de tempo não era muito precisa. Os antigos gregos usavam a clepsidra, um relógio d'água, que consistia de um reservatório de água dotado de um furo. Media-se o tempo que a água levava para passar da vasilha superior para a inferior.
Usava-se também a ampulheta, que marcava o tempo pelo escoamento da areia de um compartimento para o outro.

## Evolução
No início da Idade Moderna foi inventado o relógio de pêndulo, que revolucionou a marcação do tempo. Hoje em dia existem, em centros de alta tecnologia, relógios atômicos de alta precisão, jamais alcançada antes.